# Иванов, Владимир Григорьевич
Владимир Григорьевич Иванов (25 ноября 1948, Ленинград — 29 июня 2010, Санкт-Петербург) — советский футболист.

## Биография
Всю карьеру провёл в составах ленинградских клубов. В 1968 году играл во второй лиге за «Неву». В середине сентября перешёл в «Зенит», где в 1970—1975 годах провёл 27 игр, забил один гол в чемпионате СССР. В конце 1975 года перешёл в «Динамо», за которое выступал до 1977 года.
В 1978 окончил ГОЛИФК имени П. Ф. Лесгафта. В 1978—1987 работал тренером в СК «Светлана», где в 1978—1984 выходил на поле.
Умер 29 июня 2010 года в Санкт-Петербурге. Похоронен на Смоленском православном кладбище.